# 臨賀郡
臨賀郡（りんが-ぐん）は、中国にかつて存在した郡。三国時代から唐代にかけて、現在の広西チワン族自治区賀州市と湖南省永州市にまたがる地域に設置された。

## 概要
226年（黄武5年）、三国の呉により蒼梧郡を分割して臨賀郡が置かれた。臨賀郡は交州に属し、郡治は臨賀県に置かれた。264年（永安7年）、臨賀郡は広州に転属した。
晋のとき、臨賀郡は臨賀・馮乗・富川・封陽・興安・謝沐の6県を管轄した。
453年（元嘉30年）、南朝宋により臨賀郡は湘州に転属した。470年（泰始6年）、臨賀郡は臨慶郡と改称された。宋の臨慶郡は臨賀・馮乗・富川・封陽・興安・謝沐・寧新・開建・撫寧の9県を管轄した。
南朝斉が建てられると、臨賀郡の称にもどされた。斉の臨賀郡は臨賀・馮乗・富川・封陽・興安・謝沐・寧新・開建・撫寧の9県を管轄した。
589年（開皇9年）、隋が南朝陳を滅ぼすと、臨賀郡は廃止され、賀州に編入された。607年（大業3年）に州が廃止されて郡が置かれると、賀州は始安郡に編入された。
621年（武徳4年）、唐が蕭銑を平定すると、再び賀州が置かれた。742年（天宝元年）、賀州は臨賀郡と改称された。758年（乾元元年）、臨賀郡は賀州と改称され、臨賀郡の呼称は姿を消した。